# 胡沙姆·埃什
胡沙姆·埃什（阿拉伯语：حُسَام عَايِش，1995年4月14日—），是一名出生于瑞典的叙利亚职业足球运动员，现效力于K联赛球会首爾FC。

## 荣誉

### 俱乐部
厄斯特松德
- 瑞典杯冠军：2017

哥登堡
- 瑞典杯冠军：2020